# Sigmathyris claustraria
Sigmathyris claustraria là một loài bướm đêm trong họ Geometridae.